# (565) Marbachia
(565) Marbachia es un asteroide perteneciente al cinturón de asteroides descubierto el 9 de mayo de 1905 por Maximilian Franz Wolf desde el observatorio de Heidelberg-Königstuhl, Alemania.
Está nombrado por Marbach am Neckar, una ciudad del suroeste de Alemania.